# Хроника господ Эццелинов и Альберичи, братьев да Романо
«Хроника господ Эццелинов и Альберичи, братьев да Романо» (лат. Chronica Boemorum) — хроника на латинском языке, в которой была последовательно описана история Виченцы в течениe 1183—1237 годов.

## История
Автор, Маурисио Геральдо, приступил к написанию данной летописи в связи с тяжелыми жизненными обстоятельствами — в частности поводом для написания были потери, понесенные им в 1236 году. Во время завоевания Виченцы Фридрихом II Швабским, Маурисио попал в число его жертв — был избит и лишен всего имущества, едва успевая сохранить только некоторые книги.
Пережив трудные времена, Маурисио посвятил себя написанию летописи, содержащий рассказ о более чем полувековой истории Виченцы, частично в прозе, частично в стихах. В летописи, кроме хроники истории Виченцы, также рассказывается о жизни местного аристократического рода, к которому принадлежал Эццелино да Романо.

## Издание
Рукописный оригинал хроники хранится в библиотеке Ватикана под названием Кодекс: «Vaticanus Latinus 4941». Впервые хроники были опубликованы в 1636 году в Венеции. Впоследствии хроники издавались в 1710, 1722, 1726, 1913-1914 и 1986 годах.